# Джон О'Кіф (астроном)
Джон Алоїзіус О'Кіф III (1916—2000) — американський астроном, спеціаліст з планетології та планетарної геології, співробітник НАСА (1958—1995). Він розвивав (нині відкинуту) ідею про місячне походження тектитів, брав активну участь в підготовці програми «Аполлон», першим запропонував ідею скануючого мікроскопа (1956) і був співвідкривачем ефекту Ярковського-О'Кіфа-Радзієвського-Педдока (зміна обертання астероїдів та метеороїдів під дією світлового тиску).

## Біографія

### Ранні роки
О'Кіф народився в Лінні, штат Массачусетс, 13 жовтня 1916 року. Він був найстаршим із чотирьох дітей Едварда Скотта О'Кіфа та Рут Еванс. Останні два роки середньої школи О'Кіф провів в Ексетерській академії. Потім, за сімейною традицією, він пішов до Гарвардського університету, — раніше тут навчались його батько, обидва дідуся і чотири його дядьки. Він закінчив університет у 1937 році зі ступенем бакалавра з астрономії. Він провів ще один рік в Гарвардській обсерваторії, навчаючись в аспірантурі під керівництвом Гарлоу Шеплі. За наполяганням Шеплі він продовжив аспірантуру в Єркській обсерваторії Чиказького університету, де отримав ступінь доктора філософії з астрономії в 1941 році. Його перше велике відкриття під час навчання в аспірантурі (1938) полягало в тому, що хмари твердого вуглецю викликають своєрідні провали в кривій блиску R Північної Корони, архетипу класу зір, багатих вуглецем. Після здобуття докторського ступеня він провів рік в університеті Бренау, викладаючи математику та фізику.

### Робота військовим картографом
Коли почалася Друга світова війна, О'Кіфа не прийняли в армію, і він замість цього як цивільна особа приєднався до інженерного корпусу армійської картографічної служби, яка виготовляла вдосконалені карти для військових дій. Він продовжив цю роботу під час холодної війни. Його найвідомішим протеже в Армійській картографічній службі був Вільям Каула, який згодом став експертом із супутникової геодезії.

### Кар'єра в НАСА
О'Кіф приєднався до НАСА в грудні 1958 року і став помічником керівника теоретичного відділу Роберта Джастроу в Центрі космічних польотів імені Ґоддарда в Грінбелті, штат Меріленд. В цьому центрі він провів решту своєї професійної кар'єри.
Використовуючи дані американського супутника Венгард 1, зібрані наприкінці 1950-х років, О'Кіф спільно з Енн Екелс і Кеном Сквайром відкрив, що гравітаційне поле Землі має значну зональну сферичну гармоніку третього ступеня. Грушоподібна форма Землі, як її називали, потрапила на перші шпальти новин і навіть стала темою мультфільму «Арахіс», а О'Кіфа називали «батьком космічної геодезії».
На початку програми «Аполлон» О'Кіф був одним з лідерів у розробці програми досліджень Місяця. Він відіграв важливу роль у забезпеченні співпраці з НАСА астрогеолога Юджина Шумейкера, який називав О'Кіфа «хрещеним батьком астрогеології». У 1997 році Шумейкер і його дружина Керолін назвали астероїд 6585 на честь О'Кіфа.
До висадки на Місяць О'Кіф розробив теорію про те, що тектити, природні скляні кульки, знайдені в окремих ділянках по всьому світу, насправді є вулканічними викидами Місяця. Він припустив, що вибухи місячних вулканів, спричинені воднем, можуть бути механізмом запуску тектитів на Землю. Після висадки на Місяць його твердження, начебто, підтвердили хімічним аналізом частини місячного зразка 12013, отриманого астронавтом «Аполлона-12» Пітом Конрадом, який показав, що склад основних елементів подібний до деяких тектитів, знайдених у Південно-Східній Азії. Деякі зразки Аполлона-14 також мали хімічні властивості, подібні до тектитів. Проте більшість інших місячних даних рішуче відкидали гіпотезу О'Кіфа. Зараз майже всі спеціалісти визнають, що тектити мають земне походження і є продуктами зіткнень великих метеоритів або комет із Землею. Це підтверджується геохімічними, ізотопними та мінералогічними даними, а також тим фактом, що більшість усипаних тектитом полів тепер можна з упевненістю порв'язати з відомими ударними кратерами такого ж віку на Землі.
Декілька ідей О'Кіфа щодо фізики утворення тектитів, особливо щодо закону Стокса та повільного утворення або «подрібнення» тектитів (ймовірно, неможливого при швидкому ударі), все ще залишаються проблемою для сучасних теорій ормування тектитів.
У 1992 році Центр космічних польотів імені Ґоддарда нагородив О'Кіфа своєю найвищою нагородою — Нагородою за заслуги. Розвиток хвороби Паркінсона змусив його піти на пенсію в 1995 році.

### Смерть
О'Кіф помер 8 вересня 2000 року в Су-Фоллс, штат Південна Дакота, від ускладнень раку печінки та хвороби Паркінсона.

## Особисте життя
Перебуваючи в Єркській обсерваторії, О'Кіф та інші аспіранти їли в будинку Тулейн, де він і зустрів свою майбутню дружину Марту Сільвію Тулейн. Пізніше вони оселилися в Чеві-Чейз, штат Меріленд. У них народилося троє синів і шість дочок. Їхній другий син Рой Тьюлейн О'Кіф (Мішель Бурдо) народився 5 січня 1946 року, пішов в армію в 1965 році, був медиком у спецназі і загинув у В'єтнамі під час Тетського наступу 6 лютого 1968 року. О'Кіф був католиком.